# Csongrád (distrikt)
Csongrád är ett distrikt i Ungern. Det ligger i provinsen Csongrád-Csanád, i den centrala delen av landet, 120 km sydost om huvudstaden Budapest.